# Élections législatives de 1877 dans les Deux-Sèvres
 (avril 2021).
Si vous disposez d'ouvrages ou d'articles de référence ou si vous connaissez des sites web de qualité traitant du thème abordé ici, merci de compléter l'article en donnant les références utiles à sa vérifiabilité et en les liant à la section « Notes et références ».
Les élections législatives de 1877 ont eu lieu les 14 et 28 octobre.

## Élus
|   | Circonscription | Député sortant              |  | Groupe parlementaire | Député élu                  |  | Groupe parlementaire |
| - | --------------- | --------------------------- |  | -------------------- | --------------------------- |  | -------------------- |
| 1 | Bressuire       | Julien de La Rochejaquelein |  | Légitimiste          | Julien de La Rochejaquelein |  | Légitimiste          |
| 2 | Melle           | Henri Giraud                |  | Centre gauche        | Henri Giraud                |  | Gauche républicaine  |
| 3 | 1re de Niort    | Antonin Proust              |  | Union républicaine   | Antonin Proust              |  | Union républicaine   |
| 4 | 2e de Niort     | Armand Petiet               |  | Appel au peuple      | Amédée de La Porte          |  | GR et UR             |
| 5 | Parthenay       | Nelzir Allard               |  | Appel au peuple      | Louis Ganne                 |  | Centre gauche        |

## Résultats à l'échelle du département
| Partis         | Partis                     | Premier tour | Premier tour | Deuxième tour | Deuxième tour | Sièges |
| Partis         | Partis                     | Voix         | %            | Voix          | %             | Sièges |
| -------------- | -------------------------- | ------------ | ------------ | ------------- | ------------- | ------ |
|                | Légitimistes               | 34 760       | 40,53        | 8 176         | 49,30         | 1      |
|                | Républicains modérés       | 30 167       | 35,18        |               |               | 2      |
|                | Républicains radicaux      | 8 971        | 10,46        | 1             |               |        |
|                | Bonapartistes              | 6 487        | 7,56         | 0             |               |        |
|                | Républicains conservateurs | 5 373        | 6,27         | 8 408         | 50,70         | 1      |
|                |                            |              |              |               |               |        |
| Inscrits       | Inscrits                   | 98 493       | 100,00       | 21 018        | 100,00        | 5      |
| Votants        | Votants                    | 86 450       | 87,77        | 16 761        | 79,75         |        |
| Abstentions    | Abstentions                | 12 043       | 12,23        | 4 257         | 20,25         |        |
| Blancs et nuls | Blancs et nuls             | 692          | 0,80         | 177           | 1,06          |        |
| Exprimés       | Exprimés                   | 85 758       | 99,20        | 16 584        | 98,94         |        |

## Résultats par arrondissement

### Arrondissement de Bressuire
| Candidats      | Candidats                   | Étiquette          | Premier tour | Premier tour |
| Candidats      | Candidats                   | Étiquette          | Voix         | %            |
| -------------- | --------------------------- | ------------------ | ------------ | ------------ |
|                | Julien de La Rochejaquelein | Légitimiste        | 9 802        | 52,26        |
|                | Jouffrault                  | Républicain modéré | 8 956        | 47,74        |
|                |                             |                    |              |              |
| Inscrits       | Inscrits                    | Inscrits           | 22 223       | 100,00       |
| Votants        | Votants                     | Votants            | 18 905       | 85,07        |
| Abstention     | Abstention                  | Abstention         | 3 318        | 14,93        |
| Blancs et nuls | Blancs et nuls              | Blancs et nuls     | 147          | 0,78         |
| Exprimés       | Exprimés                    | Exprimés           | 18 758       | 99,22        |

### Arrondissement de Melle
| Candidats      | Candidats                    | Étiquette          | Premier tour | Premier tour |
| Candidats      | Candidats                    | Étiquette          | Voix         | %            |
| -------------- | ---------------------------- | ------------------ | ------------ | ------------ |
|                | Henri Giraud                 | Républicain modéré | 10 459       | 51,12        |
|                | Émile Aymé de La Chevrelière | Légitimiste        | 10 001       | 48,88        |
|                |                              |                    |              |              |
| Inscrits       | Inscrits                     | Inscrits           | 23 669       | 100,00       |
| Votants        | Votants                      | Votants            | 20 676       | 87,35        |
| Abstention     | Abstention                   | Abstention         | 2 993        | 12,65        |
| Blancs et nuls | Blancs et nuls               | Blancs et nuls     | 216          | 1,04         |
| Exprimés       | Exprimés                     | Exprimés           | 20 460       | 98,96        |

### Arrondissement de Niort

#### 1recirconscription de Niort
| Candidats      | Candidats      | Étiquette           | Premier tour | Premier tour |
| Candidats      | Candidats      | Étiquette           | Voix         | %            |
| -------------- | -------------- | ------------------- | ------------ | ------------ |
|                | Antonin Proust | Républicain radical | 8 971        | 56,54        |
|                | Louis Germain  | Légitimiste         | 6 896        | 43,46        |
|                |                |                     |              |              |
| Inscrits       | Inscrits       | Inscrits            | 16 303       | 100,00       |
| Votants        | Votants        | Votants             | 15 958       | 97,88        |
| Abstention     | Abstention     | Abstention          | 345          | 2,12         |
| Blancs et nuls | Blancs et nuls | Blancs et nuls      | 91           | 0,57         |
| Exprimés       | Exprimés       | Exprimés            | 15 867       | 99,43        |

#### 2ecirconscription de Niort
| Candidats      | Candidats          | Étiquette          | Premier tour | Premier tour |
| Candidats      | Candidats          | Étiquette          | Voix         | %            |
| -------------- | ------------------ | ------------------ | ------------ | ------------ |
|                | Amédée de La Porte | Républicain modéré | 6 999        | 51,90        |
|                | Armand Petiet      | Bonapartiste       | 6 487        | 48,10        |
|                |                    |                    |              |              |
| Inscrits       | Inscrits           | Inscrits           | 15 280       | 100,00       |
| Votants        | Votants            | Votants            | 13 599       | 89,00        |
| Abstention     | Abstention         | Abstention         | 1 681        | 11,00        |
| Blancs et nuls | Blancs et nuls     | Blancs et nuls     | 113          | 0,83         |
| Exprimés       | Exprimés           | Exprimés           | 13 486       | 99,17        |

### Arrondissement de Parthenay
| Candidats      | Candidats                 | Étiquette                | Premier tour | Premier tour | Deuxième tour | Deuxième tour |
| Candidats      | Candidats                 | Étiquette                | Voix         | %            | Voix          | %             |
| -------------- | ------------------------- | ------------------------ | ------------ | ------------ | ------------- | ------------- |
|                | Taudière                  | Légitimiste              | 8 061        | 46,90        | 8 176         | 49,30         |
|                | Louis Ganne               | Républicain conservateur | 5 373        | 31,26        | 8 408         | 50,70         |
|                | Philippe Garran de Balsan | Républicain modéré       | 3 466        | 20,17        |               |               |
|                | Rivasseau                 | Républicain modéré       | 287          | 1,67         |               |               |
|                |                           |                          |              |              |               |               |
| Inscrits       | Inscrits                  | Inscrits                 | 21 018       | 100,00       | 21 018        | 100,00        |
| Votants        | Votants                   | Votants                  | 17 312       | 82,37        | 16 761        | 79,75         |
| Abstention     | Abstention                | Abstention               | 3 706        | 17,63        | 4 257         | 20,25         |
| Blancs et nuls | Blancs et nuls            | Blancs et nuls           | 125          | 0,72         | 177           | 1,06          |
| Exprimés       | Exprimés                  | Exprimés                 | 17 187       | 99,28        | 16 584        | 98,94         |